# Gösta Törner (Musiker)
Gösta Bertil Hjalmar Törner (* 27. Oktober 1912 in Stockholm; † 11. November 1982 ebendort) war ein schwedischer Jazzmusiker (Trompete), der auch als Bandleader hervorgetreten ist. Er gilt als einer der frühesten und beständigsten Hot-Jazz-Spieler Schwedens.

## Wirken
Törner war bereits als Jugendlicher in den späten 1920er Jahren als Berufsmusiker tätig. Zwischen 1936 und 1938 machte er mit den Sonora Swing Swingers unter der Leitung von Thore Jederby mehrere Aufnahmen wie „Louisiana“ und „Easy Swing“. Törners Spiel ist dort deutlich von Louis Armstrong (den er 1933 in Stockholm gehört und kennengelernt hatte) und Bix Beiderbecke beeinflusst; später war er zudem durch Bobby Hackett und Roy Eldridge inspiriert.

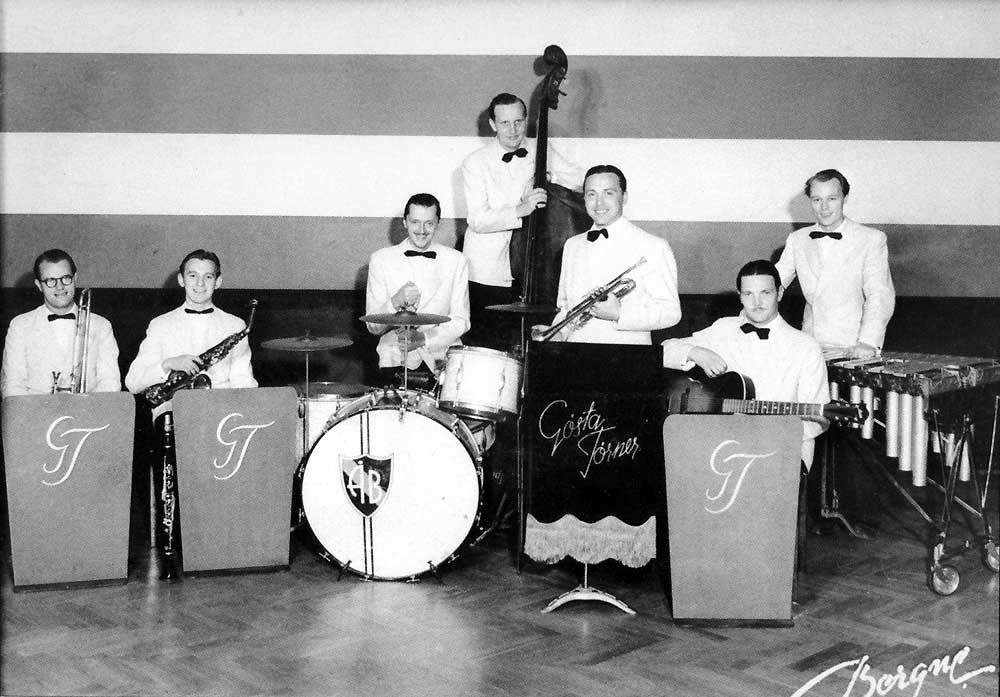
Gösta Törner um 1945 mit Orchester (einschließlich Folke Eriksberg an der Gitarre)

Törner gehörte in den 1930er und 1940er Jahren in Schweden zu den Bands von Sune Lundwall (1933–5), Arne Hülphers (1937–40), Sven Fors (1940–42) und Thore Ehrling (1941–50). In den 1940er Jahren leitete er auch Jam-Sessions im schwedischen Radio. Ab 1941 entstanden Aufnahmen unter eigenem Namen. Von 1940 bis 1949 wurde er in die meisten der jährlichen schwedischen All-Star-Bands gewählt. Auch spielte er mit Alice Babs, Arne Domnérus, Carl-Henrik Norin, Putte Wickman, Reinhold Svensson, Simon Brehm und Sven Bollhem auf dem Festival International 1949 de Jazz in Paris.
Törner leitete von 1943 bis zu seinem Rückzug aus der Musik Mitte der 1960er Jahre zahlreiche eigene Gruppen, arbeitete aber auch als Studiomusiker und für das Theater. Aufnahmen entstanden auch mit James Moody, Bob Laine, Walter Larssons Dixieland-Ensemble, Povel Ramel und Stan Hasselgård. Nebenbei zeichnete er Comicstrips und Porträtzeichnungen von Jazzstars, die das OrkesterJournalen zwischen 1936 und 1952 veröffentlichte.